# Carbis Bay (stacja kolejowa)
 Carbis Bay – stacja kolejowa we wsi Carbis Bay, w hrabstwie Kornwalia. Stacja leży na linii kolejowej St Ives Bay Line. Jest stacją położoną w pobliżu plaży na Oceanie Atlantyckim.

## Ruch pasażerski
Stacja obsługuje ok. 230 256 pasażerów rocznie (dane za okres od kwietnia 2021 do marca 2022) (dane ze sprzedaży biletów). Posiada połączenie z St Erth, St Ives, Lelant i linią Cornish Main Line. Serwis obsługiwany jest wahadłowo, w przybliżeniu co godzinę.